# Peter Müller (Eishockeyspieler)
Peter Müller (* 16. März 1948) ist ein ehemaliger deutscher Eishockeyspieler, der unter anderem für die Düsseldorfer EG in der Bundesliga aktiv war und mit der Mannschaft zweimal Deutscher Meister wurde.

## Karriere
Peter Müller gehörte ab den späten 1960er Jahren zur ersten Mannschaft der Düsseldorfer EG, mit der er zahlreiche Erfolge feierte. Nach zwei Vizemeisterschaften in den Spielzeiten 1968/69 und 1970/71 gewann er mit dem Team in der Saison 1971/72 die erste Deutsche Meisterschaft. Es folgten eine weitere Vizemeisterschaft im Jahr 1973 und der zweite Meistertitel in der Saison 1974/75. Anschließend verließ der Stürmer seinen Heimatverein und wechselte für ein Jahr zum EC Deilinghofen in die 2. Bundesliga. In der Saison 1977/78 lief er dann ebenfalls in der 2. Bundesliga für den Duisburger SC auf, bevor er seine aktive Karriere beendete.
In den folgenden Jahren war er bei verschiedenen Mannschaften in der 2. Bundesliga und Oberliga als Trainer tätig: Zunächst übernahm er den RSC Bremerhaven, dann den EHC Essen und Neusser SC. Seine letzte Station war dann von Dezember 1985 bis zum Ende der Saison 1985/86 der Duisburger SC.